# Quartier des légations de Pékin

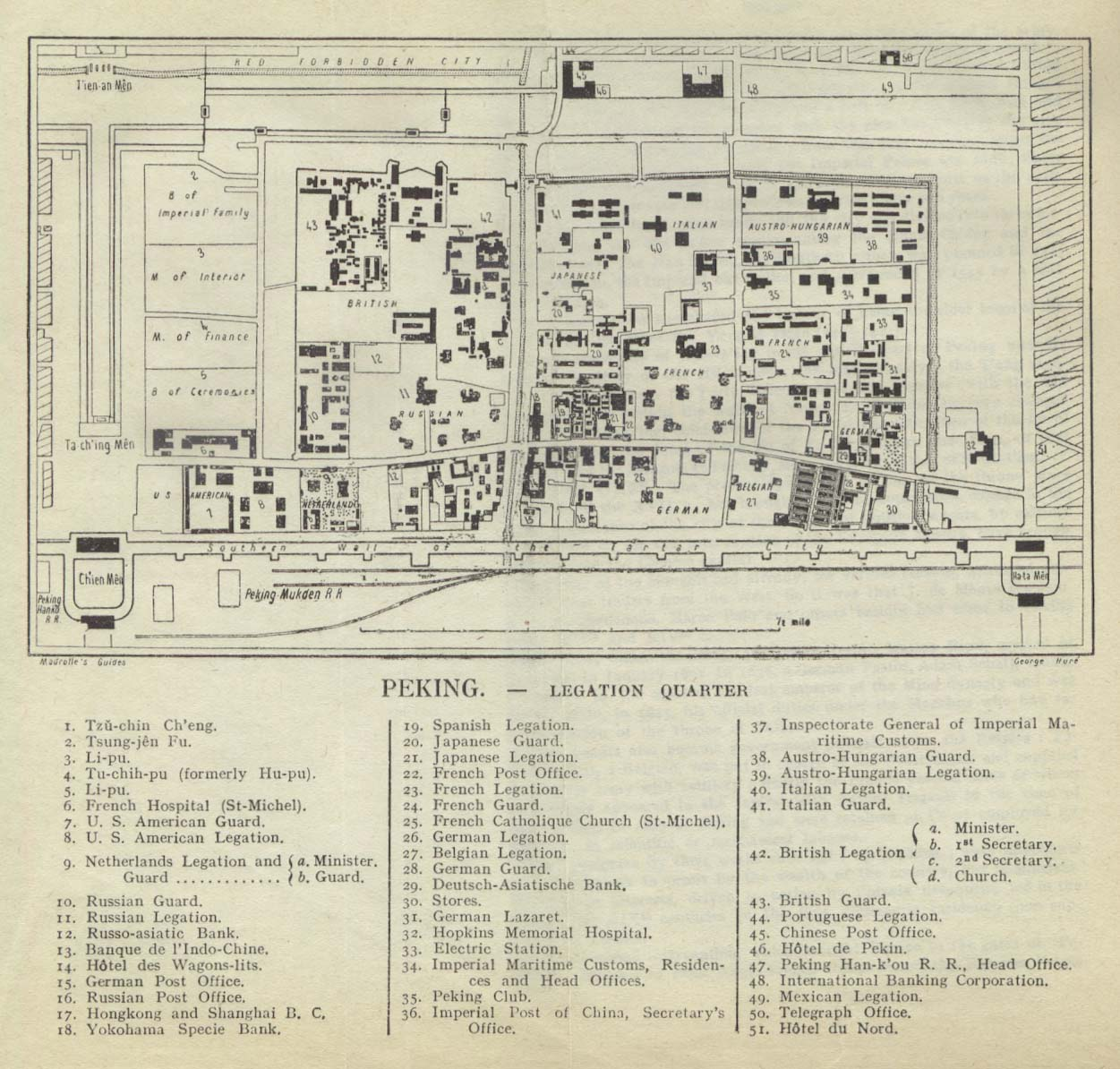
Plan du Quartier des légations en 1912

Le Quartier des légations de Pékin est une zone d’habitations qui regroupa de 1861 à 1949 l’ensemble des ambassades en Chine à Pékin. En chinois, il est connu sous le nom de Dōng jiāomín xiàng ((zh)) qui est en fait le nom de la rue traversant ce hutong de l’ancienne ville tartare. Il se situe sur le côté est de la place Tian'anmen, jouxtant ainsi la cité impériale.

## Origines
Durant la dynastie Yuan, la rue était appelée Dong Jiangmi Xiang, ou approximativement « allée de la rivière orientale du riz ». Ce quartier se trouvait à l'emplacement du bureau des impôts et des douanes, en raison de sa proximité avec le port fluvial par lequel le riz et les céréales arrivaient à Pékin à partir du sud.
Sous la dynastie Ming, un certain nombre de ministères furent déménagés dans le secteur, y compris le Ministère des Rites, qui était chargé des questions diplomatiques. Plusieurs auberges furent construites pour abriter les missions des nations tributaires de l’Empire chinois : Vietnam, Mongolie, Corée et Birmanie.

## Installations des légations

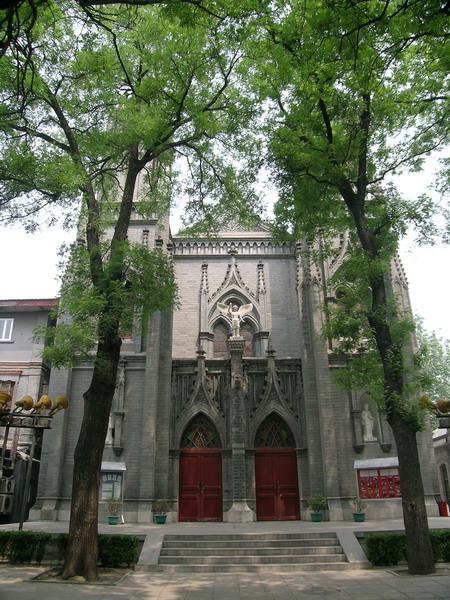
Église catholique de Dongjiaomin, connue également sous le nom d’église Saint-Michel. Elle fut construite en 1902, sur le site d’une église détruite durant la révolte des Boxers.

À la suite de la défaite chinoise de la Seconde guerre de l'opium (1856-1860), le Zongli Yamen (Ministère des Affaires étrangères) y établit ses bureaux et des légations étrangères vinrent alors s’y installer également.
À l’origine, les représentations diplomatiques étaient éparpillées dans la capitale chinoise à l’est de la place Tian'anmen, ainsi qu’au nord de Qianmen et de Chongwenmen.
Au cours de la révolte des Boxers en 1900, le quartier des légations (ainsi que le Pé-Tang à trois kilomètres) fut assiégé par les insurgés pendant plusieurs mois, ce qui provoqua de nombreux morts et une crise diplomatique internationale. Après la levée de ce siège de cinquante-cinq jours par l'intervention militaire de l'alliance des huit nations (cet épisode fera l'objet, en 1963, du célèbre film de Nicholas Ray : Les 55 Jours de Pékin), les puissances étrangères obtinrent avec la signature du Protocole de paix Boxer (article 7), le droit de faire stationner des troupes afin de protéger leurs légations. Le quartier des Légations a été alors encerclé par un mur et tous les résidents chinois de la zone furent expulsés. Isolé de son environnement immédiat, le quartier des Légations est devenu une ville dans la ville exclusivement réservée aux étrangers. De nombreux nationalistes chinois cultivèrent un ressentiment à l’égard du quartier, devenu un symbole de l'agression étrangère.
C’est à partir de cette date que le nom de rue principale changea pour celui de « Legation Street » et la plupart des ministères chinois retirèrent également leurs bureaux de la rue.
En 1937, lors de l'éruption de la seconde guerre sino-japonaise, la plupart des légations étrangères quittèrent Pékin à l'exception de ceux des puissances de l'Axe. En 1949, le quartier des Légations sera ensuite officiellement remis au gouvernement de la République populaire de Chine.

## Le quartier depuis 1949
Jusqu’en 1959, un certain nombre de représentations diplomatiques étaient encore présentes, lorsqu’il fut décidé de les transférer à Sanlitun à l’extérieur de l’enceinte de la vieille ville (anciennes villes tartare et chinoise).
Toutefois, pendant la révolution culturelle, le quartier subit les actes de vandalisme des gardes rouges.
Les dégâts furent plus importants dans les années 1980, à cause des travaux de réaménagement de Pékin. Plusieurs bâtiments, comme celui de la HSBC, ont été démolis afin de permettre l'expansion des routes.
Un certain nombre d'immeubles modernes de grande hauteur ont été construits, occupés par des institutions gouvernementales, changeant radicalement le paysage. Néanmoins, avec ces bâtiments de style occidental, le quartier reste une destination touristique. Il accueille aujourd’hui plusieurs restaurants raffinés et des commerces de détail.